# Escala de Batchelor
A escala de Batchelor, determinada por George Batchelor (1954),  descreve o tamanho de uma gotícula de escalar que vai difundir-se no mesmo tempo que leva a energia em um turbilhão de tamanho η para dissipar-se. A escala de Batchelor pode ser determinada por:
{\displaystyle \lambda _{B}=\left({\frac {\eta }{Sc^{1/2}}}\right)=\left({\frac {\nu {}D^{2}}{\epsilon }}\right)^{\frac {1}{4}}}
onde:
- Sc é o número de Schmidt.
- ν é a viscosidade cinemática.
- D é a difusividade de massa.
- ε é a taxa de dissipação da energia cinética turbulenta.

Similar às microescalas de Kolmogorov, as quais descrevem as menores escalas de turbulência antes da viscosidade dominar; a escala de Batchelor descreve as menores escalas de comprimento de flutuações em concentração escalar que pode existir antes de ser dopminada pela difusão molecular. É importante notar que para Sc>1, o que é comum em muitos fluxos líquidos, a escala de Batchelor é menor quando comparada às microescalas de Kolmogorov. Isto significa que transporte escalar ocorre a escalas menores que a menor escala turbulenta.